# かや乃舞
かや乃舞（かやのまい、1946年 - ）は、広島市出身（出生は香川県）の日本の演歌歌手。本名・西井　恵美子（にしい　えみこ）。26歳より日本舞踊を始める。

## 来歴
- 1946年　香川県に生まれる　26歳より日本舞踊を始める。
- 2002年　広島県安芸高市吉田町清神社にて奉納
- 2003年　広島県廿日市市サクラピア･庄原市国営備北丘陵公園ひばの里にて舞踊を披露。
- 2004年　香川県国分寺町国分八幡宮にて奉納
- 2005年　香川県国分寺町国分八幡宮にて奉納・広島県廿日市市サクラピア・広島　宮島厳島神社千畳閣・庄原市国営備北丘陵公園コスモスライトアップ・三次市小童（ひち）の武塔神社にて舞踊を披露。
- 2006年　創作舞踊西井流家元を襲名・香川県国分八幡宮にて奉納・厳島大聖院弥山霊火堂落慶法要にて奉納・島根県奥出雲町玉峰山荘にて舞踊を披露。
- 2007年　香川県国分八幡宮にて奉納・07全日本グリーンサムサミット秋田大会出演。
- 2008年　二胡奏者チャン・ミン出演の岡山県新見日中文化交流コンサート出演。・被爆2世のかや乃舞は原爆慰霊碑前にて祈りの舞を奉納する。・国分八幡宮にて奉納舞を披露。・アステールプラザにて平和チャリティーコンサート開催。・三重県伊勢神宮にて奉納舞を披露。
- 2009年　フランスこいのぼりフェスティバルにて祈りの舞を披露する。・香川県国分町八幡宮にて奉納舞を披露。・昨年に引き続き原爆慰霊碑前にて祈りの舞で奉納する。2009年6月『庄原慕情』でCDデビュー
- 2010年　広島市中区白島北町のアルソックホールにて新春歌謡祭出演。2008年より原爆慰霊碑前にて祈りの舞で奉納する。
- 2011年　広島市中区白島北町のアルソックホール演歌歌手の大御所二葉百合子さよなら公演でかや乃舞も出演する。・三良坂平和美術館にてかがり火コンサート開催する。・アルソックホールにて東日本大震災チャリティー2011歌謡ヒットパレードに出演する。・かや乃舞　歌謡ショーも頻繁に開催している。・2011年現在かや乃舞音楽事務所に所属し広島県を拠点として四国・大阪方面でもコンサート・舞台・施設慰問・お祭り　等のイベントで演歌歌手の活動をしている。また、かやの家店主として、蚊帳の作品展も開催している。

## ディスコグラフィー
1. 庄原慕情　　（作詞：紅悦/作曲：田辺のぼる/編曲：中島昭二　　2009年6月発売）
2. 八十八ヵ所　母巡礼　　（作詞：森永まゆみ/作曲：田辺のぼる/編曲：中島昭二　　2009年6月発売）

## 新聞

### 中国新聞
西井えみこは、演歌歌手活動のほか　蚊帳で作品を創り始めて17年。
広島のみならず、フランスでかやの展示会や舞踊コンサートを開催したもようが、中国新聞に掲載された。
また、被爆2世　鎮魂歌｢折り鶴｣を作詞し中国新聞に掲載された。

### テレビ番組
- 満点ママ （テレビ新広島）
- 人気もん （テレビ新広島） ‐ 柳沢慎吾司会

### ラジオ
- （香川放送）